# B Division (metro van New York)

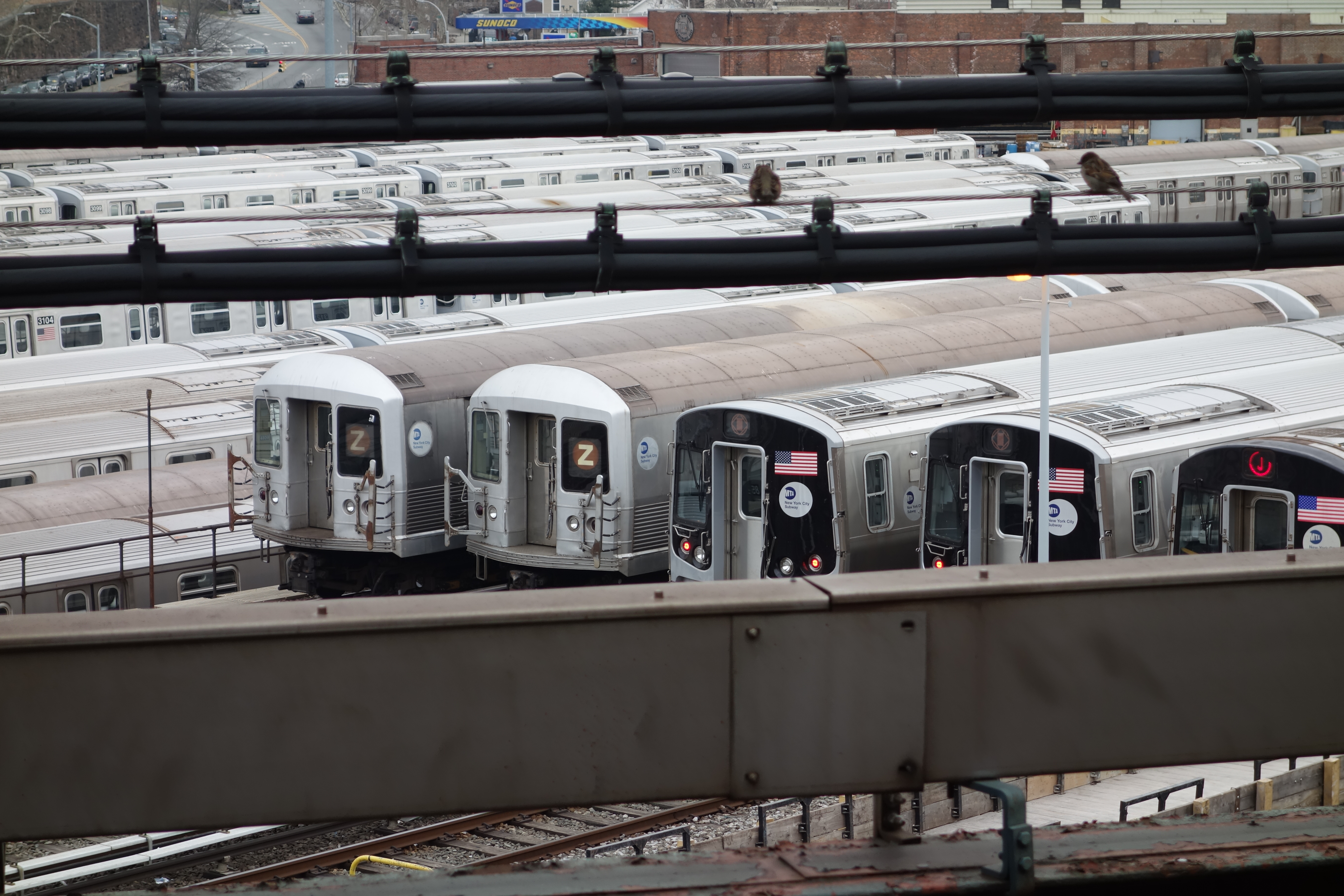
Een stelplaats van (onder meer) Z-treinen bediend en beheerd door de B Division voorbij het station Broadway Junction aan de Canarsie Line in Brooklyn

De B Division is een divisie van de metro van New York, de instaat voor de uitbating van de metrolijnen met de letters A, B, C, D, E, F, G, J, L, M, N, Q, R, W en Z, de Franklin Avenue Shuttle en de Rockaway Park Shuttle. Deze lijnen en diensten werden geëxploiteerd door de Brooklyn-Manhattan Transit Corporation of het stadsbedrijf van het Independent Subway System voor de overname door het stedelijk vervoersbedrijf in 1940. De letters gebruikt door de metrolijnen van de B Division zijn na 1940 wel enkele malen gewijzigd tot ze in 1967 ongeveer volledig in overeenstemming waren met de tot heden gebruikte letters. De pictogrammen van de metrolijnen, en de keuze van de achtergrondkleuren werd daarbij bepaald door het metrolijntraject dat de desbetreffende lijnen gebruiken voor hun traject doorheen de borough Manhattan. Lijn A, C en E, aangeduid met blauwe achtergrond in het pictogram van de lijn en op de treinstellen gebruiken het traject van de Eighth Avenue Line. Lijn B, D, F en M, aangeduid met oranje achtergrond gebruiken de Sixth Avenue Line. Lijn G, aangeduid met lichtgroene achtergrond gebruikt de Crosstown Line (die niet door de borough Manhattan rijdt maar Queens met Brooklyn verbindt). Lijn J en Z, aangeduid met bruine achtergrond in het pictogram van de lijn en op de treinstellen gebruiken het traject van de Nassau Street Line. Lijn L, aangeduid met grijze achtergrond gebruikt de Canarsie Line. Lijn N, Q, R en W, aangeduid met gele achtergrond gebruiken de Broadway Line.
| Metrolijnen van de B Division | Metrolijnen van de B Division | Metrolijnen van de B Division              |
| Metrolijnen                   | Kleur                         | Gebruikt metrolijntraject in Manhattan (*) |
| ----------------------------- | ----------------------------- | ------------------------------------------ |
|                               | Blauw                         | Eighth Avenue Line                         |
|                               | Oranje                        | Sixth Avenue Line                          |
|                               | Lichtgroen                    | Crosstown Line (*) (Queens / Brooklyn)     |
|                               | Bruin                         | Nassau Street Line                         |
|                               | Grijs                         | Canarsie Line                              |
|                               | Geel                          | Broadway Line                              |

De reden dat de hele metro van New York is opgedeeld in twee divisies heeft te maken met de gedeeltelijke incompabiliteit van materiaal tussen de lijnen aangelegd voor de fusie in 1940 door de Interborough Rapid Transit Company enerzijds (nadien gegroepeerd in de A Division) en de lijnen aangelegd door de Brooklyn-Manhattan Transit Corporation (BMT) of het Independent Subway System (IND) anderzijds, die gegroepeerd werden in de B Division. De treinstellen en wagons van de A Division zijn smaller, korter en lichter dan die van de B Division, met afmetingen van 8,6 op 51 voet (2,6 bij 15,5 m). Dit maakt dat er geen eenvoudige uitwisseling van diensten, of materiaal mogelijk is tussen lijnen en metrolijntrajecten van de A Division en de B Division.

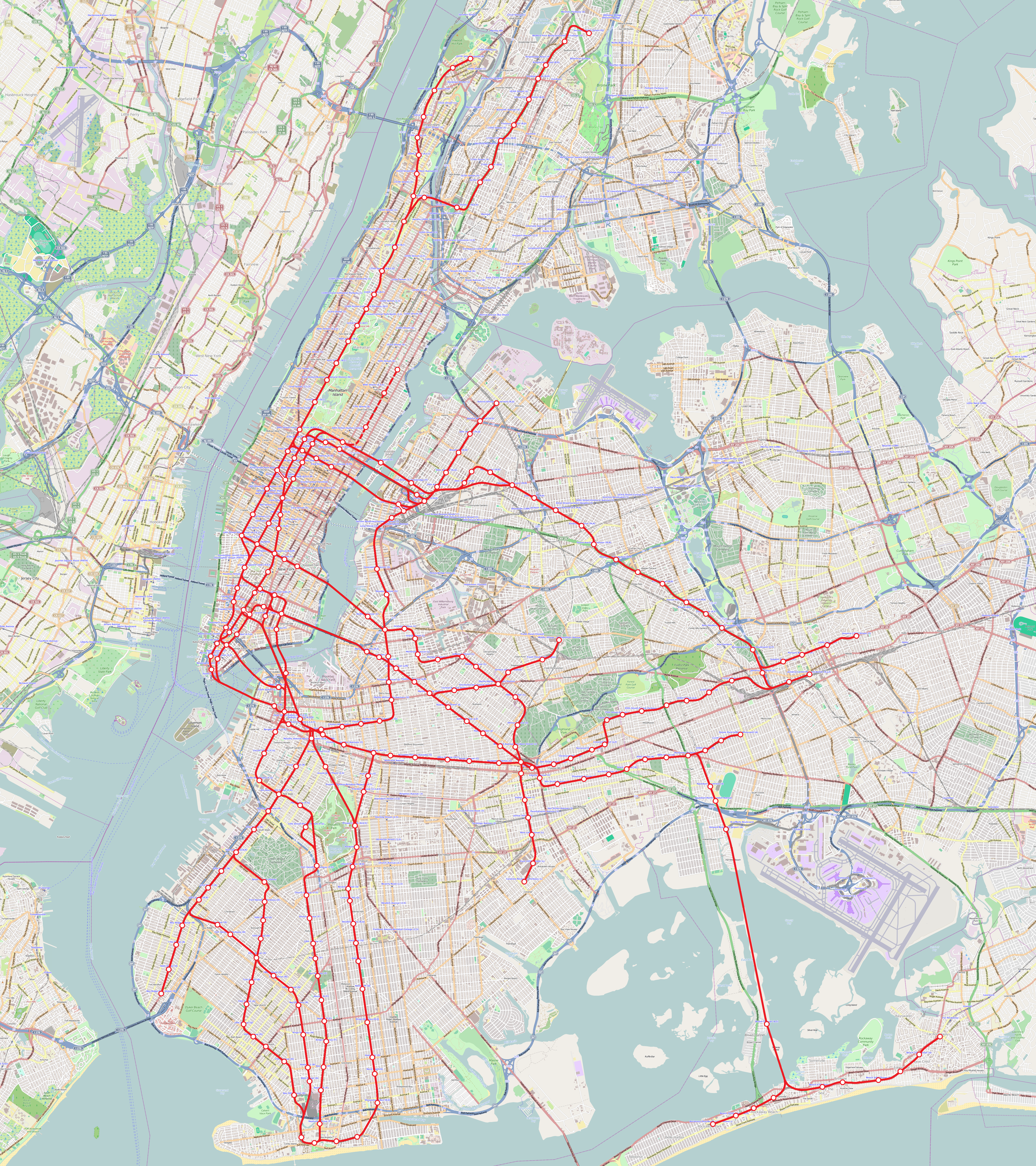
In rood de metrolijntrajecten beheerd door de B Division, en dus historisch BMT of IND metrolijntrajecten

De B Division gebruikt voor de uitbating van deze diensten en lijnen de volgende metrolijntrajecten met hun stations:
- Second Avenue Subway (Manhattan)
- Fourth Avenue Line (Brooklyn)
- Sixth Avenue Line (Manhattan/Brooklyn)
- Eighth Avenue Line (Manhattan)
- 60th Street Tunnel Connection (Manhattan/Queens)
- 63rd Street Line (Manhattan)
- Archer Avenue Line (Queens)
- Astoria Line (Queens)
- Brighton Line (Brooklyn)
- Broadway Line (Manhattan)
- Canarsie Line (Manhattan/Brooklyn)
- Chrystie Street Connection (Manhattan)
- Concourse Line (Bronx/Manhattan)
- Crosstown Line (Queens/Brooklyn)
- Culver Line (Brooklyn)
- Franklin Avenue Shuttle (Brooklyn)
- Fulton Street Line (Brooklyn/Queens)
- Jamaica Line (Manhattan/Queens)
- Myrtle Avenue Line (Brooklyn)
- Nassau Street Line (Manhattan/Brooklyn)
- Queens Boulevard Line (Manhattan/Queens)
- Rockaway Line (Queens)
- Rockaway Park Shuttle Line (Queens)
- Sea Beach Line (Brooklyn)
- West End Line (Brooklyn)